# Гандзани
Гандза́ни (груз. განძანი — Гандзани; арм. Գանձա — Гандза́) — самая большая деревня в Ниноцминдском муниципалитете после города Ниноцминда , занимающая первое место среди сёл Пока, Сатхе, Родионовка и т.д. Деревня граничит с сёлами Пока и Сагамо.
Населенные пункты вокруг деревни: Пока, Родионовка, Сагамо, Патара-Аракали.
Деревня богата сельским хозяйством, также близ деревни есть река Паравани где обитает рыба рябушка.
Рядом с деревней пролегает железнодорожная линия Тбилиси — Ахалкалаки.

## Известные уроженцы
- Ваан Терьян — выдающийся армянский поэт и общественный деятель.

## Достопримечательности
- Крепость
- Кладбище
- Мост XIX века
- Церковь Святого Карапета, 1859 год